# Zbigniew Jóźwik
Zbigniew Jóźwik (ur. 19 stycznia 1937 r. w Opolu Lubelskim) – polski doktor nauk, przyrodnik, artysta grafik, bibliofil i polarnik.

## Nauka, studia i praca zawodowa

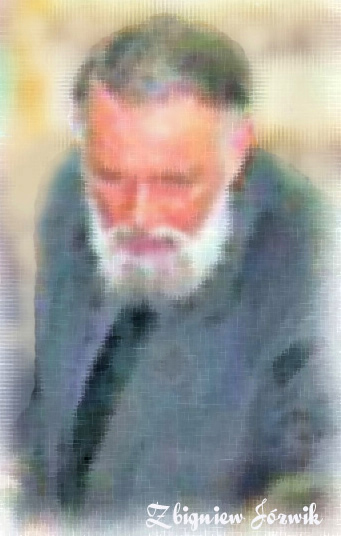
Zbigniew Jóźwik, przyrodnik, artysta grafik, bibliofil i polarnik.

W 1954 r. ukończył Technikum Chemiczne w Lublinie ze specjalnością browarnictwo.
W latach 1954-56 odbył nakaz pracy w Łódzkich Zakładach Piwowarsko-Słodowniczych, browar w Piotrkowie Trybunalskim.
W 1962 roku ukończył studia chemiczne na Uniwersytecie Marii Curie-Skłodowskiej w Lublinie i rozpoczął pracę w Zakładzie Fizjologii Roślin na Wydziale Biologii i Nauk o Ziemi UMCS.
W 1971 roku obronił pracę doktorską na tym Wydziale i objął stanowisko adiunkta. Pracę na Uniwersytecie Marii Curie-Skłodowskiej zakończył w 2003 roku.
Praca naukowa obejmowała kilka zakresów:
- badania nad izolacją drobnoustrojów wykazujących działanie antagonistyczne wobec prątków gruźlicy,
- obecność metali ciężkich w glebach i roślinach tundry spitsbergeńskiej,
- badania nad antybakteryjnym działaniem propolisu,
- badania nad antybakteryjnym działaniem ekstraktów z pąków topoli,
- badania antybiotyków produkowanych przez bakterie z rodzaju Bacillus.

Zajmował się także badaniami skażenia środowiska w Polsce i na Spitsbergenie.
Uczestniczył w 6 wyprawach na Spitsbergen (1987, 1989, 1991, 1993, 1995, 2000).
Autor 40 publikacji naukowych, członek Klubu Polarnego Polskiego Towarzystwa Geograficznego i Polskiego Towarzystwa Biochemicznego.

## Działania pozazawodowe
Jest bibliofilem oraz kolekcjonerem grafik i ekslibrisów.
Jest członkiem towarzystw bibliofilskich i związków twórczych w kraju i za granicą: członek Związku Polskich Artystów Plastyków, Deutsche Exlibris Gesellschaft, Druźstva Ekslibris Sloveniae. Współzałożyciel studenckiej Grupy Plastycznej „INOPS" (1957),  Towarzystwa Przyjaciół Sztuk Pięknych w Lublinie (1964), Galerii „Ekslibris" (istniejącej do końca lat 80.) przy Klubie Międzynarodowej Prasy i Książki w Lublinie. W roku 1982 zapoczątkował Biennale Współczesnego Ekslibrisu Lubelskiego. Organizator wielu wystaw grafiki i ekslibrisu w Lublinie.
Zajmuje się także krytyką sztuki w zakresie grafiki i ekslibrisu – autor ponad 70 artykułów na temat grafiki i ekslibrisu.
Uprawia grafikę artystyczną i użytkową.
Wydał dwanaście tek ekslibrisowych i sześć tek grafik (w tym 2 spitsbergeńskie).
Wykonał 700 ekslibrisów (w technikach linorytu, drzeworytu i suchej igły). Jest twórcą blisko 300 grafik (w tym cykli: „Spitsbergen", „Stawanie się", „Osiedla ludzkie", „Madonny", „Krzyże").
Ilustrował poezje następujących twórców: Karol Wojtyła, Sergiusz Riabinin, Czesław Miłosz, Adam Mickiewicz, Waldemar Michalski, Waldemar Oskiera i inni.
Opracowuje druki i wydawnictwa bibliofilskie, nadaje kształt graficzny drukom bibliofilskim.
Swoje prace graficzne i ekslibrisy eksponował na prawie 70 wystawach indywidualnych w Polsce i za granicą (Niemcy, Czechy, Słowenia, Litwa, Estonia) a także licznych wystawach zbiorowych.
W Morsbach (Niemcy) prowadził kilkakrotnie szkolne warsztaty graficzne.
Akademik ze złotym medalem Włoskiej Akademii Sztuki i Pracy.
Bibliofil, członek Zarządu Towarzystwa Biblioteki Publicznej im. Hieronima Łopacińskiego, Lubelskiego Towarzystwa Miłośników Książki (wiceprezes LTMK), Towarzystwa Bibliofilów Polskich w Warszawie jak również wielu innych towarzystw bibliofilskich.
Kawaler Orderu Białego Kruka ze Słonecznikiem i członek Kapituły Orderu (od 1994 r. – Pieczętarz Kapituły).

## Nagrody
1974
- II nagroda za ekslibris w konkursie „Książka zbliża narody”, na XV Międzynarodowym Kongresie Ekslibrisowym w Bied (Jugosławia);

1978
- wyróżnienie za zestaw ekslibrisów na wystawie „Ex libris – Puławy 78”;

1978
- II nagroda i srebrny medal za grafiki „Taniec pszczół” i „Stary ul” w międzynarodowym konkursie na temat: „Pszczoła i jej produkty”, Portoroż (Jugosławia);

1979
- II nagroda za grafikę „Dobry Pasterz” w międzynarodowym konkursie na temat: „750 lat Miasta Kamnik”, Kamnik (Jugosławia);

1980
- III nagroda za zestaw ekslibrisów w ogólnopolskim konkursie na ekslibris „Rawicz '80”;
- Złoty Medal i tytuł Akademika Accademia Italia delte Arti e del Lavoro (Włochy) za całokształt działalności artystycznej;

1981
- wyróżnienie za zestaw ekslibrisów w ogólnopolskim konkursie „Rawicz '81”;

1982
- wyróżnienie i nagroda za zestaw ekslibrisów w ogólnopolskim konkursie „Rawicz '82”;
- dyplom uznania Uniwersytetu Sztuki w Salsomaggiore Terme (Włochy) za całokształt twórczości artystycznej;

1983
- wyróżnienie i medal za zestaw ekslibrisów w ogólnopolskim konkursie na ekslibris „Rawicz '83”;

1984
- wyróżnienie i medal za zestaw ekslibrisów w ogólnopolskim konkursie na ekslibris „Rawicz '84”;

1985
- nagroda Błogosławionego Brata Alberta – Adama Chmielowskiego za wybitne osiągnięcia w grafice sakralnej;
- Złota Odznaka Honorowa przyznana przez Towarzystwo Przyjaciół Książki za działalność bibliofilską;

1986
- Kawaler Sztuki (Cavaliere dell' Arte) przyznany przez Accademia Bedriacense (Włochy);
- Nagroda „Złota Płytka” („Gold Plate – Premio d' Italia 1986”) przyznana przez Accademia Italia Centro Bedriaco (Włochy);
- Nagroda „Złoty Promień” („Golden Flame”) przyznana przez Accademia Italia Centro Bedriaco (Włochy);

1987
- nagroda „Złota Palma Europy” („Golden Palm of Europae”) przyznana przez L'Accademia D'Europa (Włochy);

1988
- wyróżnienie honorowe za grafikę „Stawanie się ptaka” w konkursie „Grafika Roku” w Lublinie;

1989
- wyróżnienie honorowe za grafiki: „Ślady Życia I”, „Ślady Życia II”, i cykl grafik  „Z życia tundry” (I, II, III, IV) w konkursie „Grafika Roku” w Lublinie;

1990
- wyróżnienie honorowe za cykl grafik: „Las I”, „Las II”, „Las III” w konkursie „Grafika Roku” w Lublinie;

1991
- wyróżnienie honorowe za grafiki: „Adoracja Śnieżynek”, „Adoracja Słońc”, „Adoracja Gwiazd” w konkursie „Grafika Roku” w Lublinie;

1992
- wyróżnienie honorowe za grafiki: „Ścieżka”, „Okna Tundry”, „Wieńce  Tundry” w konkursie „Grafika Roku” w Lublinie;

1994
- I nagroda za linoryt „Stary Dąb” w konkursie „Człowiek i Środowisko” zorganizowanym przez Towarzystwo Przyjaciół Sztuk Pięknych w Lublinie;
- medal za zestaw prac na I Krakowskim Biennale Ekslibrisu Polskiego, Kraków;

2003
- II nagroda za ekslibris dla Miejskiej Biblioteki w Krasnymstawie;

2004
- I nagroda za grafikę w Międzynarodowym Konkursie na temat: „Anioły i Ptaki”, Utena (Litwa);

2005
- I nagroda w plastyce w Ogólnopolskim konkursie poezji, pieśni i plastyki „O Dar Eucharystii” Ludwin.

## Wyróżnienia i odznaczenia
1984 – Honorowa Odznaka za Zasługi dla Lubelszczyzny (za twórczość i działalność artystyczną),
1987  Srebrna Honorowa Odznaka Zasłużony dla Lublina, za twórczość i działalność artystyczną;
1994  Medal Prezydenta Miasta Lublina, za osiągnięcia w dziedzinie plastyki,
1996  Nagroda Prezydenta Miasta Lublina, za działalność bibliofilską,
2000  Nagroda Prezydenta Miasta Lublina, za działalność bibliofilską,
2006  Nagroda Prezydenta Miasta Lublina za promocję książki,
2005  Order Świętego Stanisława. Klasa III,
1994  Krzyż Kawalerski Orderu Odrodzenia Polski, za wybitne zasługi w pracy naukowo-dydaktycznej,
2002  Krzyż Oficerski Orderu Odrodzenia Polski.
2023  Krzyż Wolności i Solidarności.

## Źródła biogramów
Biogramy Zbigniewa Jóźwika znajdziemy w wielu zagranicznych i polskich źródłach między innymi:
- Simon Brett – Au Engraver`s Globe Wood engraving world-wide in the twenty – first century. London Primorse Hill Press 202
- Al. Leszek Gzella. Zbigniew Jóźwik w: Ex libris Encyclopaedia Bio- Bibliographical of the Art of the Contemporary ex-libris. Portugal. 1986
- Birgit Göbel. Zbigniew Jóźwik w: Künstler lexicon. Deutsche Exlibris Gesellschaft. Germany 2000
- Who is Who w Polsce
- Kto jest kim w botanice polskiej. Pr. zb. pod red. Z. Mirek, L. Musiał, J. J. Wójcicki. Polska Akademia Nauk. Kraków 1995 (biogram Z. Jóźwik na s. 138)
- Kim kto jest w województwie lubelskim. Informator. Lublin 2000 (biogram Z. Jóźwik na s. 80)
- Kim kto jest w Lublinie. Lublin 1997 (biogram Z. Jóźwik na s. 68)
- Norbert H. Ott. Zbigniew Jóźwik – Wissenschaftler und Ekslibriskünstler. w: Ekslibriskünst und Graphik Jahrbuch 1981. Deutsche Ekslibris Gesellschaft. Frankfurt am Main s. 47-50.
- Zbigniew Jóźwik. Ekslibrisy. Widzewska Galeria Ekslibrisu Łódź 2009 (biogram Z. Jóźwik na s. 3-9) ISBN 978-83-88638-51-0  Wydawnictwo – Widzewska Oficyna Wydawnicza ZORA" Mirosław Z. Wojalski i Włodzimierz Rudnicki – opracowanie graficzne katalogu

## Opinie
„Słusznie zauważono, że Jóźwika grafika warsztatowa i ekslibrisy to jakby dwa różne języki artystyczne, różne postawy emocjonalne. Linoryty cechuje swoista stylizacja i duży ładunek podtekstu literackiego – pisze Jan Gurba i zaraz dodaje: Te prace, pełne poetyckiej zadumy nad światem, różnią się od wykonywanych przez niego ekslibrisów, ukrywających często treść satyryczną. W dużych formatach graficznych (linoryty) Jóźwik stara się być twórcą kontemplującym wszechobecną triadę: Bóg – człowiek – natura. Grafika jego to (...) przede wszystkim refleksja metafizyczna, zauroczenie pięknem natury rozumianej jako dowód na istnienie Boga. A ekslibrisy? W ekslibrisach jest przede wszystkim dowcipnym i życzliwym postrzegaczem ludzkich słabości, przywar, grymasów – tu ważną rolę odgrywa błyskotliwa anegdota, humor, żart, wymowne „mrugnięcie okiem””. – czytamy u Waldemara Michalskiego ”Obraz w dialogu ze słowem. O twórczości Zbigniewa Jóźwika” w: „Grafika i ekslibrisy Zbigniewa Jóźwika” Sanok 2006.
„Zbigniew Jóźwik, przyrodnik humanista, miłujący świat i człowieka, zatroskany o nasz los na ziemi, zabijanej asfaltem i betonem, na ziemi zabijających się braci. Ta troska każe mu stawiać pytania, na które nie dają odpowiedzi akademickie skrypty, podręczniki i rozprawy. Stąd jego sztuka tak często i tak blisko krąży wokół Dobrej Nowiny, dobrej dla wszystkich, dobrej odwiecznie” – tak pisał w 1987 r. Sergiusz Riabinin
„Linoryty cechuje swoista stylizacja i duży ładunek podtekstu literackiego, tak typowe dla wszystkich prac Zbigniewa Jóźwika, przemawiających w skupieniu do odbiorcy. Te prace, pełne poetyckiej zadumy nad światem, różnią się od wykonywanych przez niego ekslibrisów. ukrywających często treść satyryczną. Powstały niejako dla siebie, z inspiracji przyrody i człowieka pytającego o sens istnienia”. Jan Gurba (ze wstępu do teki: Zbigniew Jóźwik: Grafika II. Lublin: UMCS 1979)
„...z grafik, ekslibrisów i rysunków Zbigniewa Jóźwika tchnie głęboka wiara i nadzieja, które są jak przesłanie dla człowieka, choć nie brakuje też akcentów zasmucenia i niepokoju o los żyjących”. Al. Leszek Gzella (z artykułu: Zbigniew Jóźwik w. Ex libris. Ecyklopaedia Bio-Bibliographical o fthe Art ofthe Contemporary Ex libris. Celorico de Basto, Portugal 1966)
„...cokolwiek by zaś powiedzieć o formalnych aspektach grafiki Zbigniewa Jóźwika, podkreślić wypada, że jego tendencja do wyszukiwania w naturze praw i zasad życia korzystnych dla człowieka i wszelkiego stworzenia, rzec by nawet wiodących go ku szczęściu. skutecznie broni jego sztukę od jałowej i pustej wirtuozerii, tak dziś częstego objawu zagubienia, niepewności i niewiary w sens jakiegokolwiek istnienia. Te cechy twórczości czynią jego sztukę dziełem wartości naturalnych i moralnych, bliskich każdemu, kto w trudach i przeciwieństwach życia szuka pomocy, oparcia lub choćby pokrzepienia.” Tadeusz Zakrzewski (ze wstępu do katalogu wystawy: Ekslibrisy Zbigniewa Jóźwika. Toruń, Towarzystwo Bibliofilów im. J. Lelewela. Toruń 1985).
Dorobek Zbigniewa Jóźwika „należy do rzadkich przykładów łączenia praktyki naukowej z szeroko pojętą postawą humanisty, człowieka wypowiadającego się twórczo”.  Z. Strzałkowski
„Teraz [na emeryturze] na swą ukochaną grafikę może przeznaczyć więcej czasu, ale praca w lubelskim Uniwersytecie w żadnym stopniu nie była mu przeszkodą w twórczości plastycznej, przeciwnie, to właśnie dwa światy, w które wszedł poprzez tę uczelnię – świat przyrody oraz świat ludzi nauki – przez długie lata dostarczały artyście twórczych podniet, tematów i modeli. To właśnie ludzi, zwierzęta i rośliny portretował najczęściej w swoich grafikach, ekslibrisach i rysunkach, robiąc to z pasją, zrozumieniem, ogromną dociekliwością i życzliwością i z nie mniejszym zacięciem satyrycznym.”  Roman Nowoszewski w katalogu wystawy „Grafika ...” Wrocław 2006
„(...) Przesłanie jego twórczości jest czytelne w każdej kresce, w każdym znaku z białej kartki papieru. Trwa tu nieustanny dialog słowa z obrazem, przy czym obraz bywa często synonimem słowa.
Grafiki Jóźwika, a więc linoryty, drzeworyty, rysunki tuszem, zarówno w małym, ekslibrisowym wymiarze, jak również te zawarte w dużych autorskich tekach, wszystkie te prace mają znamienny i wymowny „układ pionowy”. Pną się ku górze wycinane w linorycie mchy, trawy, krzewy, drzewa (życia), szczyty gór, fruną ku niebu rysowane tuszem liście (serca) niczym ptaki, wznoszą się gałęzie i ręce.”
Waldemar Michalski „Obraz w dialogu ze słowem. O twórczości Zbigniewa Jóźwika” w: „Grafika i ekslibrisy Zbigniewa Jóźwika” Sanok 2006.